# Viện Công nghệ Thông tin (Việt Nam)
Viện Công nghệ Thông tin Việt Nam là một Viện chuyên ngành trực thuộc Viện Khoa học và Công nghệ Việt Nam. Viện có một Phân Viện tại Thành phố Hồ Chí Minh.

## Quá trình thành lập
Thành lập theo Nghị định số 246/CP ngày 27/12/1976 của Chính phủ với tên ban đầu là Viện Khoa học Tính toán và Điều khiển. Năm 1989 đổi tên là Viện Tin học.
Năm 1993 cùng với Trung tâm nghiên cứu hệ thống và quản lý, Trung tâm toán ứng dụng và tin học (Thành phố Hồ Chí Minh) hợp nhất thành Viện Công nghệ Thông tin (CNTT).
Giấy chứng nhận đăng ký hoạt động KHCN số 207, ngày 10/12/1993 của Bộ Khoa học, Công nghệ và Môi trường.

## Chức năng & nhiệm vụ
Nghiên cứu các vấn đề cơ bản của tin học, cơ sở toán học và kỹ thuật của công nghệ thông tin (CNTT), ứng dụng CNTT trong các hệ thống kinh tế - xã hội và trong tự động hoá sản xuất.
Thiết kế, chế tạo các sản phẩm của CNTT, đặc biệt là các sản phẩm phần mềm.
Triển khai ứng dụng CNTT trong sản xuất đời sống, chuyển giao công nghệ trong lĩnh vực CNTT, tư vấn kỹ thuật cho việc thực hiện một số dự án nhà nước về ứng dụng CNTT trong quản lý, phát triển kinh tế và sản xuất.
Đào tạo cán bộ nghiên cứu khoa học - công nghệ về CNTT.
Tổ chức hợp tác quốc tế trong lĩnh vực CNTT.

## Lãnh đạo Viện
Viện trưởng 
- PGS. TS. Nguyễn Trường Thắng

Phó Viện trưởng
- PGS. TS. Nguyễn Đức Dũng
- TS. Nguyễn Thị Thu Anh
- PGS. TS. Nguyễn Long Giang

## Các cựu lãnh đạo Viện
- Viện trưởng đầu tiên: Phan Đình Diệu
- Bạch Hưng Khang
- Lê Hải Khôi - Phó Giáo sư
- Vũ Đức Thi
- Thái Quang Vinh

## Địa chỉ liên hệ
Địa chỉ: 18 Hoàng Quốc Việt, Hà Nội

## Danh hiệu Tôn vinh
- Huân chương Độc lập hạng Ba;
- Huân chương Lao động hạng Nhất.